# Bestival
«Bestival» — музыкальный фестиваль, который проводится ежегодно с 2004 года в парке Робин Хил на острове Уайт в первых числах сентября. Фестиваль организует британский диджей «BBC Radio 1» Роб да Банк и его жена Джоси. Собирает до 50 000 зрителей.
Фестиваль получил награды в конкурсе «UK Festival Awards»:
- «Fans Favourite Festival» 2011 год
- «Best Major Festival» 2010 год
- «Best Medium-Sized Festival» 2005, 2006, 2007 и 2009 годы.

В разные годы в нём принимали участие музыкальные коллективы и исполнители:
- Beastie Boys
- Florence and the Machine
- Scissor Sisters
- The Cure
- The xx
- Бьорк
- Элли Голдинг
- Эми Уайнхаус[2]
- Transylvania Damn Fun и другие.

С 2008 года в графстве Дорсет Робом да Банком организуется фестиваль «Camp Bestival», рассчитанный на меньшее количество зрителей.